# Коломійченко Федір Євдокимович
Фе́дір Євдоки́мович Коломі́йченко (1886 — 1938) — український політичний діяч початку ХХ століття.
Жертва сталінського терору.

## Життєпис
Народився 7 червня (ст. стиль) 1886 у с. Прохори Борзнянського повіту на Чернігівщині. Батьки — «козак села Прохорів Євдоким Никифорович Коломийченко і законна жона його Марія Пантелеймонівна».
Навчався у Москві, з студентських років — активний учасник українського руху.
Делегат Українського національного конгресу (1917 р.) та Українського трудового конгресу (1919 р.).
Редактор українського журналу «Шлях», що виходив у Москві, а потім у Києві.
Був засуджений у справі «СВУ» в 1929 (відсидів 3 роки у в'язниці).
Вдруге заарештований та розстріляний у 1938 р.

## Родина
- дружина — Марія Феофановна Шекун-Коломійченко (1892—1938) — відома українська співачка